# Gábor P. Szabó
Gábor P. Szabó (14 d'octubre de 1902 - 26 de febrer de 1950) fou un futbolista hongarès. Va formar part de l'equip hongarès a la Copa del Món de 1934.